# Tardiglaciaire en Europe

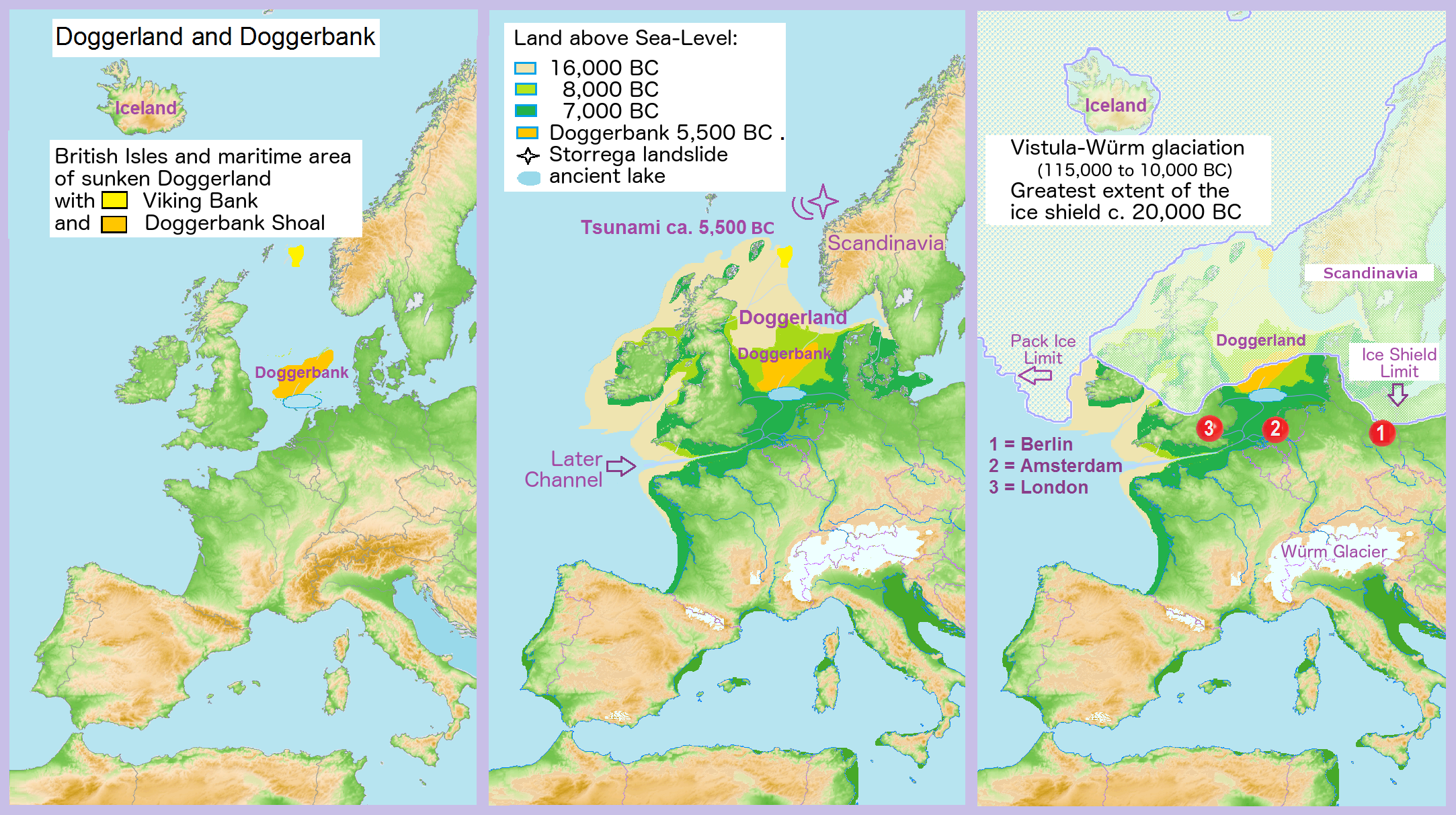
De droite à gauche : maximum glaciaire ; terres basses émergées au milieu du Tardiglaciaire ; submersion du Dogger Bank vers -5500

Le Tardiglaciaire en Europe est la période qui sépare le dernier maximum glaciaire, qui s'achève il y a environ 19 000 ans, du début de l'Holocène, il y a 11 700 ans, et durant laquelle se produit une remontée irrégulière des températures, entrecoupée par des rechutes. Le Tardiglaciaire prend fin quand le réchauffement climatique devient durable, ce qui correspond au début de l'Holocène, période actuelle caractérisée par un climat tempéré.

## Changements géologiques

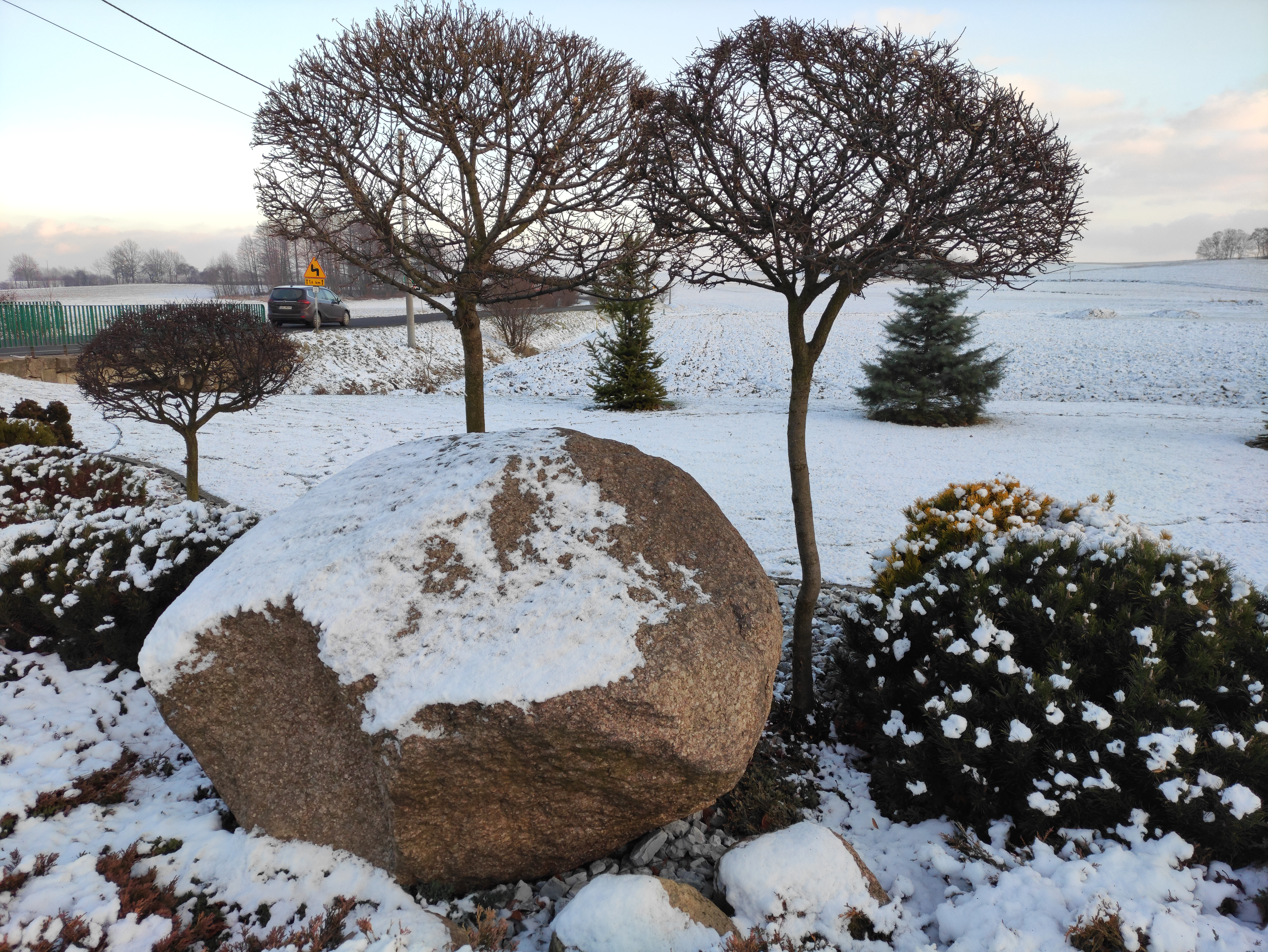
Un bloc erratique abandonné par le recul des glaciers, gmina de Krzyżanowice en Pologne, photographié en 2021.

La fonte des glaciers a pour conséquence une élévation générale du niveau des mers et de vastes zones auparavant à sec sont inondées par la mer, surtout dans les terres autour de ce qui constituera la mer du Nord (Pays-Bas, Danemark et Suède actuels) : le lac Ancylus se transforme en mer Baltique, la Manche se crée séparant les îles Britanniques du continent européen, la vaste île du Dogger Bank (originellement de la taille de la Sardaigne) est submergée.
La déglaciation commence vers 19 000 ans avant le présent (AP). L'Écosse et l'Irlande connaissent plusieurs phases d'avancée et de recul des glaciers jusqu'au dernier refroidissement du Dryas récent avant leur disparition complète.
Depuis -13000, la mer Noire était un lac géant d'eau douce qui lentement s'asséchait jusqu'à être à 100 m au-dessous du niveau de la Méditerranée (un peu comme la mer Morte ou le lac Assal). Lorsqu'en l'an 7150 av. J.-C. la Méditerranée déborda le seuil du détroit du Bosphore, l'eau salée se déversa à travers le détroit et, selon un modèle théorique, submergea plus de 100 000 km² du plateau continental en deux ans ; ce modèle catastrophiste, où  W. Ryan et W. Pitman voient l'origine du récit biblique du Déluge, est cependant contesté et plusieurs auteurs préfèrent décrire un déversement progressif en plusieurs étapes.
Sur le reste des côtes européennes, les conséquences sont moindres du fait que les côtes étaient plus abruptes : seuls quelques kilomètres de terres sont perdus, hormis les terres basses de la côte atlantique française et la côte italienne de la mer Adriatique. Vers 7000 av. J.-C., il était toujours possible de rejoindre la Grande-Bretagne à sec mais, vers 6500 av. J.-C., tous les passages terrestres sont définitivement coupés.

## Environnement naturel et humain

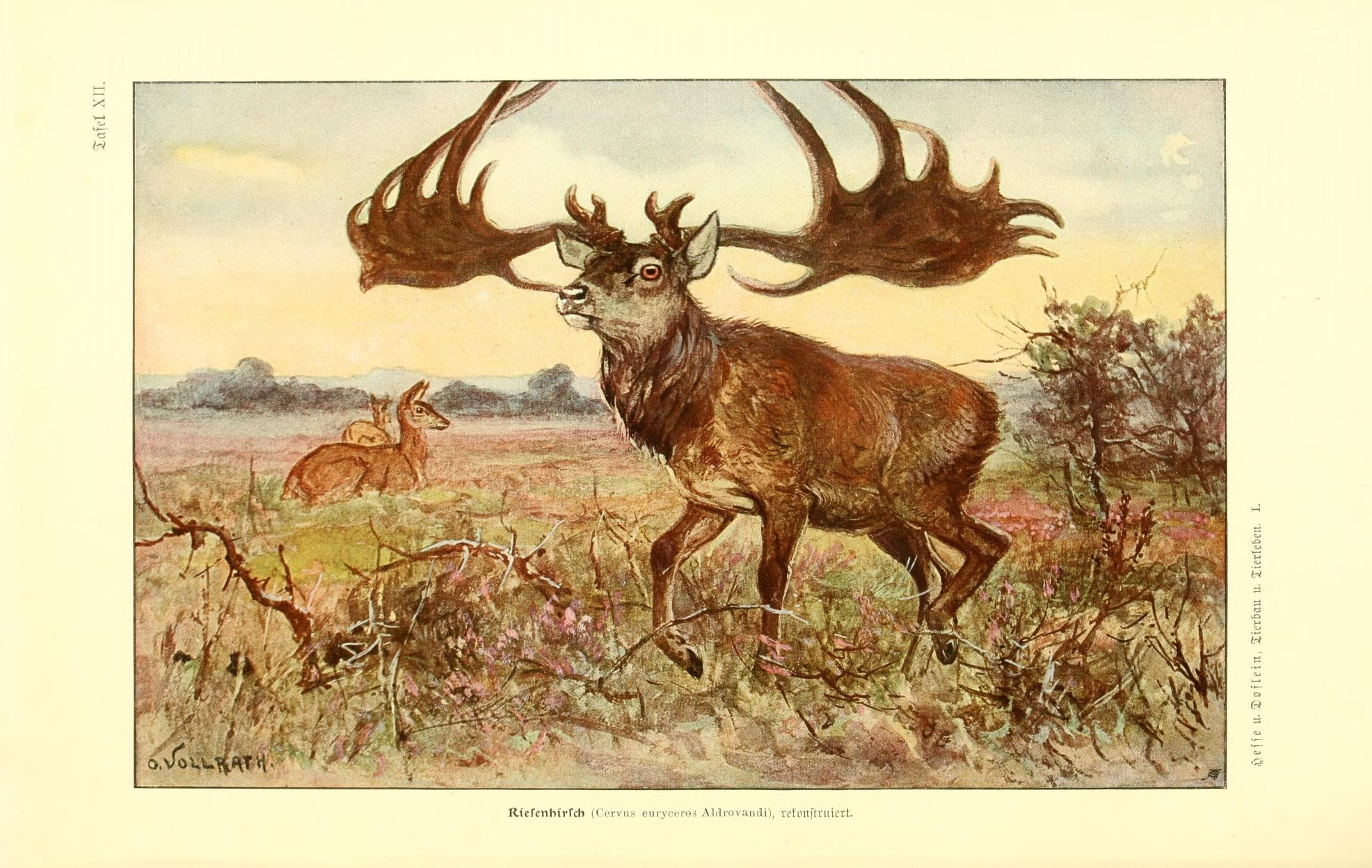
Le mégacéros, grâce au recul des glaciers, remonte vers le nord jusqu'aux îles Britanniques avant de disparaître vers 7000 av. J.-C. Illustration de F. Doflein et R. Hesse, 1910.

Pendant la dernière période glaciaire, entre la calotte glaciaire subarctique et les Alpes, la plus grande partie de l'Europe est couverte par la toundra, plus humide dans l'ouest du continent, plus steppique dans la partie orientale, pratiquement dépourvue d'arbres sauf quelques forêts-galeries et bosquets isolés de saules, pins et bouleaux. Les troupeaux de grands herbivores adaptés au froid, mammouth, rhinocéros laineux, renne, procurent une nourriture abondante aux tribus de chasseurs-cueilleurs. Le sud de l'Europe est moins froid mais les animaux de montagne comme le bouquetin et le chamois se nourrissent à une altitude plus basse qu'aujourd'hui.
Avec le réchauffement, la végétation se diversifie avec l'apparition de noisetiers et aulnes suivis par l'orme, le tilleul, le charme et le chêne. Le changement affecte aussi les petits mammifères : en Languedoc, le campagnol nordique, typique des milieux humides froids, et le campagnol des hauteurs, répandu dans les milieux froids et secs, disparaissent tandis que le loir et le campagnol méditerranéen, ancêtre probable du campagnol de Cabrera, font leur apparition. Le réchauffement s'accompagne d'une oscillation entre les milieux de forêts tempérées décidues et mixtes et ceux de forêts, terres boisées et broussailles méditerranéennes. La fréquence croissante de la souris grise (Mus musculus), commensale de l'homme, peut traduire une intervention croissante de celui-ci sur le milieu naturel.
Le renne fait un bref retour dans le sud-ouest de la Grande-Bretagne entre 17 800 et 17 200 avant le présent, apparemment sans présence de chasseurs humains, avant de disparaitre de la région : la réapparition des humains en Grande-Bretagne, au Creswellien, est datée de 12 500 à 12 300 AP. Certaines espèces s'éteignent définitivement comme le mammouth et le rhinocéros laineux. Ils sont remplacés par les cerfs communs, les aurochs, les sangliers  et les chevreuils, venus de l'Europe méridionale. Le cheval sauvage, commun en Europe pendant l'époque glaciaire avec les sous-espèces Equus caballus gallicus et Equus caballus latipes, fournissait un gibier abondant aux humains et il est souvent représenté dans l'art rupestre. Contrairement à ce qu'on a cru, il ne disparaît pas complètement au Tardiglaciaire mais on ne le rencontre que sur de rares sites comme Chalain (Jura) vers 3050  av. J.-C..

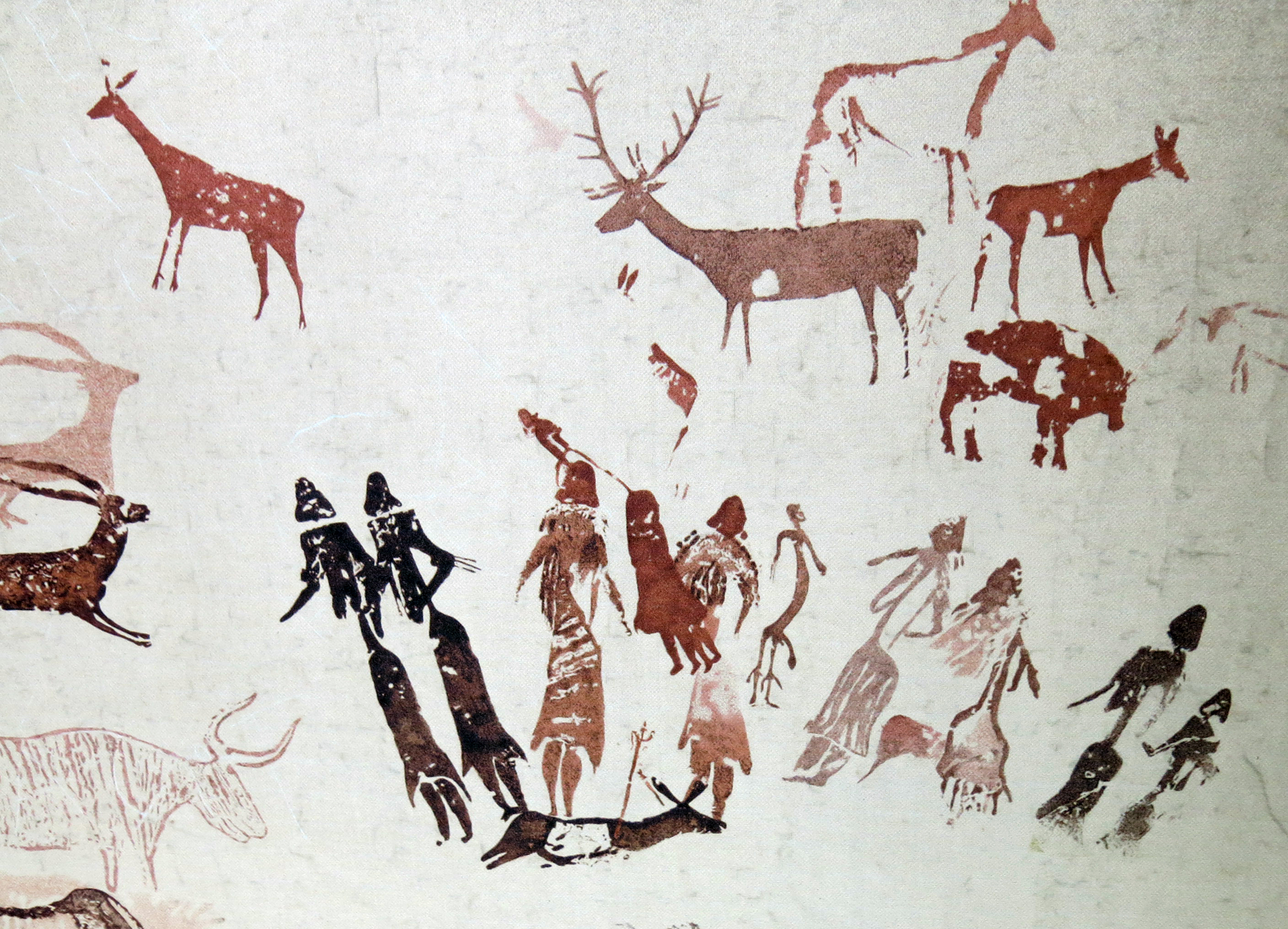
Animaux de la faune post-glaciaire et humains, peinture rupestre de la grotte d'El Cogul (Catalogne).

Les changements climatiques rapides du Tardiglaciaire européen sont souvent vus comme une des causes des bouleversements culturels survenus dans les sociétés de chasseurs autour de 14 000 ans avant le présent. Le Magdalénien est remplacé par trois cultures régionales dont les aires se recoupent en partie : Azilien en Europe de l'ouest, Épigravettien en Europe méditerranéenne, culture Federmesser dans la plaine d'Europe du Nord. Les grandes lames de pierre taillée sont remplacées par une industrie microlithique faite de petits éclats faciles à tailler et à remplacer, montés sur un manche de bois qui remplace les outils antérieurs en os. La disparition des grands troupeaux de rennes entraîne l'abandon des grandes chasses collectives de la période glaciaire au profit de pratiques de chasse, notamment au cerf, plus dispersées et individualisées. Selon Jacques Pelegrin, ce changement explique aussi le passage d'une industrie de grandes lames à une technique microlithique : les projectiles tirés dans des chasses individuelles en terrain boisé ont beaucoup plus de chances de se perdre, d'où l'importance de réduire leur coût de fabrication. Dans la région pyrénéo-cantabrique pour laquelle la documentation fossile est abondante, le cerf remplace le renne comme principal animal consommé; la proportion de bouquetin reste à peu près constante d'une période à l'autre tandis que des gibiers de climat tempéré, chevreuil et sanglier, apparaissent ; le lapin est largement consommé en Catalogne. Ces changements alimentaires se produisent dans des communautés de tradition magdalénienne avant l'adoption du modèle azilien. Le propulseur, difficile à utiliser en terrain boisé, est abandonné au profit de l'arc.
L'art préhistorique avait atteint son apogée au Magdalénien, tant dans l'art mobilier que dans l'art pariétal ; il connaît une apparente éclipse durant l'Épipaléolithique avec l'abandon des grottes profondes remplacées par des lieux de culte en plein air ; l'art mobilier n'est plus représenté à l'Azilien que par des motifs géométriques élémentaires. Cependant, deux foyers d'art rupestre apparaissent et se prolongent jusqu'au début du Néolithique : l'art du Levant espagnol, de caractère narratif avec des scènes de chasse et de combat, montre des humains stylisés et des animaux de la faune post-glaciaire (cerf, aurochs, bouquetin) ; celui de Scandinavie, dans le Finnmark, illustre des espèces de climat froid désormais caractéristiques de l'Europe subarctique (renne, élan, ours, baleine, phoque).